# Ricardo Rodríguez de la Vega
Ricardo Rodríguez de la Vega   (Ciutat de Mèxic, 14 de febrer de 1942 - Ciutat de Mèxic, 1 de novembre de 1962) va ser un pilot de curses automobilístiques mexicà que va arribar a disputar curses de Fórmula 1.
Ricardo Rodríguez va néixer el 14 de febrer del 1942 a Ciutat de Mèxic, Mèxic i va morir l'1 de novembre del 1962 en un accident a l'Autòdrom Hermanos Rodríguez, Mèxic.
Era germà del també pilot de F1 Pedro Rodríguez.

## A la F1
Va debutar a la setena i penúltima cursa de la temporada 1961 (la dotzena temporada de la història) del campionat del món de la Fórmula 1, disputant el 10 de setembre del 1961 el GP d'Itàlia al circuit de Monza.
Ricardo Rodríguez va participar en un total de sis proves puntuables pel campionat de la F1,disputades en dues temporades consecutives (1961 i 1962) aconseguint com a millor classificació un quart lloc i assolí un total de quatre punts pel campionat del món de pilots.

## Resultats a la Fórmula 1
| Any  | Equip            | Xassís  | Motor   | 1       | 2       | 3     | 4   | 5   | 6     | 7       | 8   | 9   | Posició | Punts |
| ---- | ---------------- | ------- | ------- | ------- | ------- | ----- | --- | --- | ----- | ------- | --- | --- | ------- | ----- |
| 1961 | Scuderia Ferrari | Ferrari | Ferrari | MON     | HOL     | BEL   | FRA | GBR | ALE   | ITA Ret | USA |     | -       | 0     |
| 1962 | Scuderia Ferrari | Ferrari | Ferrari | HOL Ret | MON NVS | BEL 4 | FRA | GBR | ALE 6 | ITA Ret | USA | SUD | 13è     | 4     |

### Resum
| Curses: | Victòries: | Pòdiums: | Poles: | Voltes ràpides: | Punts: |
| ------- | ---------- | -------- | ------ | --------------- | ------ |
| 6       | 0          | 0        | 0      | 0               | 4      |